# Gareth Southgate
Sir Gareth Southgate (Watford, Hertfordshire, 3 september 1970) is een Engels voetbaltrainer en voormalig voetballer die doorgaans als verdediger speelde.

## Clubcarrière
Southgate speelde van 1988 tot 2006 voor achtereenvolgens Crystal Palace, Aston Villa en Middlesbrough. Met Aston Villa verloor hij in 2000 de finale van de FA Cup van Chelsea (0-1) en met Middlesbrough was hij in 2006 verliezend finalist in de finale van de UEFA Cup tegen Sevilla (0-4).

## Interlandcarrière
Southgate was van 1995 tot en met 2005 international van het Engels voetbalelftal, waarvoor hij 57 interlands speelde en twee keer scoorde. Hij maakte op 12 december 1995 zijn debuut in de nationale ploeg, in een oefeninterland Wembley tegen Portugal (1–1). Hij trad in die wedstrijd na 79 minuten aan als vervanger van Dennis Wise. Op het EK 1996 miste hij de beslissende strafschop in de halve finale tegen de latere winnaar Duitsland.

## Trainerscarrière
Na zijn spelerscarrière werd Southgate voetbaltrainer. Na het vertrek van Steve McClaren werd hij in 2006 hoofdtrainer van Middlesbrough. Na een overwinning op Derby County op 20 oktober 2009 werd Southgate ontslagen als trainer van Middlesbrough.
Op 30 november 2016 werd Southgate aangesteld als bondscoach van Engeland. Hij tekende een contract tot medio 2020. De op dat moment 46-jarige trainer had na het ontslag van Sam Allardyce al tijdelijk de honneurs waargenomen, maar door de goede resultaten besloot voetbalbond FA hem een definitieve aanstelling te geven. Allardyce moest twee maanden daarvoor na 67 dagen het veld ruimen, nadat zijn positie na een reportage over vermeende manipulatie van het dagblad The Daily Telegraph onhoudbaar was geworden. Southgate mocht als trainer van Jong Engeland doorschuiven, maar kreeg wel te horen dat er een definitieve opvolger zou worden gezocht. Onder leiding van Southgate wist Engeland zich te plaatsen voor het WK 2018 in Rusland.
Op het WK won Engeland de eerste twee wedstrijden. De eerste overwinning kwam laat tot stand, in de tweede werd het 6–1. Dit met een hattrick voor Harry Kane, een goal van Jesse Lingard en twee goals van verdediger John Stones. Vervolgens werd de derde wedstrijd verloren van de Belgen. Tijdens het toernooi werd het liedje 'It's coming home' weer beroemd. Het land verenigde zich en Southgate werd geprezen. In de achtste finale pakte Engeland de voorsprong tegen Colombia, waarna het in de laatste minuut een goal incasseerde. Uiteindelijk wonnen de Engelsen na penalty's, iets wat ze voorheen zelden lukte. In de kwartfinale domineerde Engeland en scoorde het tweemaal, via Harry Maguire en sterspeler Dele Alli. In de halve finale kwam Engeland op voorsprong door een vrij trap van Kieran Trippier. De WK finale lonkte, maar Kroatië maakte gelijk en in de blessuretijd de winnende goal. De troostfinale werd met 2–0 verloren en Engeland eindigde als vierde, de beste prestatie sinds 1990.
Na het WK richtte Engeland zich op de Nations League. Daar zat Engeland in de poule met Spanje en Kroatië. Het toernooi begon zeer teleurstellend. De eerste wedstrijd werd thuis op Wembley met 1–2 verloren tegen Spanje. Het teleurstellend begin kreeg een vervolg tegen Kroatië op vreemde bodem. Daar kwam Engeland niet verder dan 0–0. De derde wedstrijd was een sensatie. Engeland vernederde Spanje uit in de eerste helft en stond welverdiend op een 0–3 voorsprong. Raheem Sterling was tweemaal trefzeker en de derde goal was van Marcus Rashford. Spanje kwam wel terug naar 2–33, maar Engeland pakte de volle punten. De laatste wedstrijd was het voor Engeland de dood of de gladiolen tegen Kroatië. Verlies zou betekenen degradatie en winst plaatsing voor de finales. Het horrorscènario gebeurde en Kroatië kwam na een uur op voorsprong in Wembley, wat betekende dat ze zouden degraderen. Een kwartier voor tijd tikte Jesse Lingard voor open goal de gelijkmaker binnen. Toen drukte Engeland door en kwam het vlak voor tijd door een winnende goal van Harry Kane op 2–1. Engeland won en plaatste zich voor de finales. Opnieuw kreeg Southgate veel complimenten door weer een goede prestatie van Engeland.
Nederland was de tegenstander van Engeland in de halve finale van de Nations League. De datum van die wedstrijd kreeg veel kritiek, het was maar 5 dagen na de Champions League finale tussen Liverpool en Tottenham Hotspur. Er waren in die wedstrijd 8 Engelsen vertegenwoordigd. In de halve finale kwam Engeland in een matige eerste helft op 0-1 door een penalty van Marcus Rashford. Tijdens de wedstrijd maakte Engeland rond haar eigen doel veel fouten die ongestraft bleven. Maar Engeland was na een uur weer dicht bij een finale zoals een jaar eerder op het WK. Alleen kopte Matthijs de Ligt 20 minuten voor tijd de gelijkmaker binnen. Vlak voor tijd scoorde Engeland de 1-2 via Jesse Lingard. Dat doelpunt werd na een check door de VAR afgekeurd. Dat was een klap die Engeland niet meer te boven kwam. In het eerste deel van de extra tijd maakte John Stones een fout die zijn teamgenoot Kyle Walker niet kon herstellen en zo een eigen doelpunt maakte. In de tweede helft van de extra tijd maakte Engeland opnieuw een blunder via Ross Barkley en ditmaal strafte Quincy Promes het af en het elftal verloor 3-1. Na deze nederlaag werden de harten van de Engelsen weer gebroken en Southgate kreeg kritiek voor het wijzigen van zijn succesvolle tactiek van een jaar eerder.
In de troostfinale was Engeland tegen Zwitserland de betere partij maar scoorde het niet. In de penaltyserie was keeper Jordan Pickford de held van de Engelsen en ze wonnen de troostfinale. Hierdoor gingen ze met bronzen medailles naar huis, opnieuw zonder een toernooi te winnen. Het EK 2020 was de nieuwe doelstelling.
Op het EK 2021 zat Engeland in de poule met Kroatië, Schotland en Tsjechië. Op dit toernooi wist Southgate de Engelsen tot de finale te leiden, tegen Italië. Deze wedstrijd werd verloren met penalty's. Vlak voor het einde wisselde Southgate twee spelers, die beiden hun penalty's miste, wat veel kritiek opleverde.
Op het EK 2024 wist Southgate Engeland naar de finale te leiden, nadat het onder andere Slowakije en Nederland uitschakelde. De finale werd echter met 2-1 verloren van Spanje. Slechts twee dagen na de finale, op dinsdag 16 juli 2024, werd bekend dat Southgate zijn positie als bondscoach van de Engelsen had neergelegd.
In de New Year Honours list die eind 2024 werd gepubliceerd werd Southgate geridderd tot Knight Bachelor. Na Walter Winterbottom, Alf Ramsey en Bobby Robson is hij de vierde bondscoach van Engeland die in de adelstand verheven werd.

## Erelijst
Als speler
 Crystal Palace
- Football League First Division: 1993/94

 Aston Villa
- Football League Cup: 1995/96

 Middlesbrough
- Football League Cup: 2003/04

Individueel als speler
- Premier League Player of the Month: januari 2000

Als trainer
 England onder 21
- Toulon Espoirs-toernooi: 2016

Individueel als trainer
- Premier League Manager of the Month: augustus 2008
- BBC Sports Personality of the Year Coach Award: 2018
- FWA Tribute Award: 2019

Onderscheidingen
- Officier in de Orde van het Britse Rijk: 2019
- Freedom of the Borough of Middlesbrough: 28 juli 2021
- Knight Bachelor: 2025